# Murray Van Wagoner

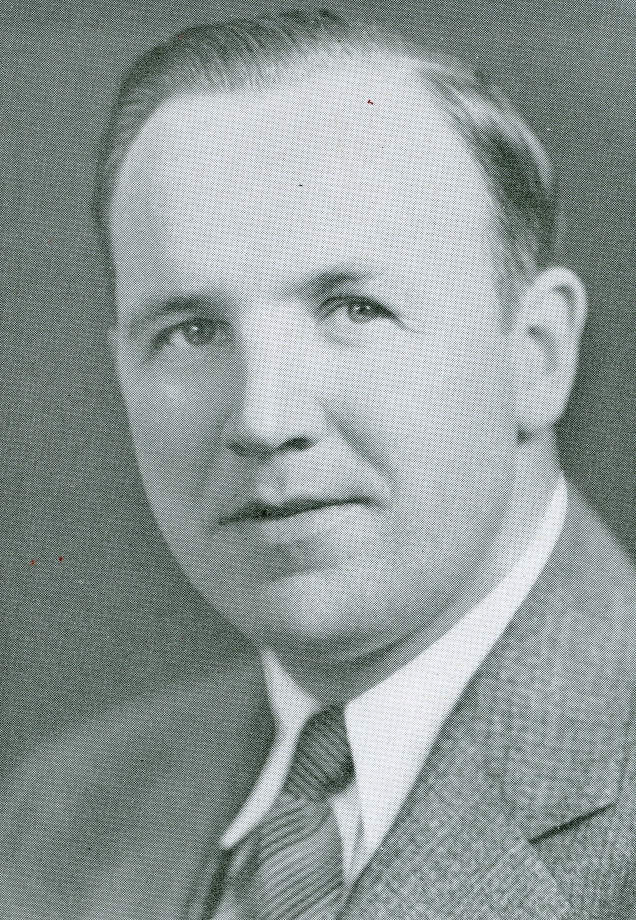
Murray Van Wagoner (1939)

Murray Delos Van Wagoner (* 18. März 1898 in Kingston (Michigan); † 12. Juni 1986 in Farmington Hills, Michigan) war ein US-amerikanischer Politiker. 1941–1943 war er der 38. Gouverneur von Michigan.

## Frühe Jahre und politischer Aufstieg
Murray Van Wagoner studierte bis 1921 an der University of Michigan das Ingenieur- und Bauwesen. Anschließend konnte er seine Kenntnisse im Dienste der Straßenbaubehörde (Highway Commission) anwenden. Später arbeitete er für eine Privatfirma, ehe er eine eigene Firma gründete. Van Wagoner war Mitglied der Demokratischen Partei. Zwischen 1930 und 1933 war er im Oakland County Leiter der Abwasserbehörde, wo er für den Bau und Unterhalt der Kanalisation zuständig war. Zwischen 1933 und 1941 war er Leiter des Straßenbauamts von Michigan (State Highway Commissioner). In den Jahren 1936, 1940, 1944 und 1952 war er Delegierter auf den jeweiligen Bundesparteitagen seiner Partei.

## Gouverneur von Michigan
Am 5. November 1940 wurde er als Kandidat seiner Partei gegen den Republikanischen Amtsinhaber Luren Dickinson zum neuen Gouverneur seines Landes gewählt. Van Wagoner trat seine zweijährige Amtszeit am 1. Januar 1941 an. In dieser Zeit wurde das Haushaltsdefizit von 27 Millionen Dollar abgebaut. Die verschiedenen Steuerbehörden wurden in einem gemeinsamen Ministerium zusammengelegt. Außerdem wurde der öffentliche Dienst neu organisiert. In seiner Regierungszeit musste sich Gouverneur Van Wagoner auch mit Streiks bei der Stromversorgung auseinandersetzen. Nach dem Eintritt der Vereinigten Staaten in den Zweiten Weltkrieg unmittelbar nach dem 7. Dezember 1941 musste auch in Michigan die Industrieproduktion auf den Rüstungsbedarf umgestellt werden. Außerdem mussten junge Männer gemustert und den Streitkräften zur Verfügung gestellt werden. Im Jahr 1942 bewarb sich Van Wagoner erfolglos für eine zweite Amtszeit und musste am 1. Januar 1943 sein Amt abgeben.

## Weiterer Lebenslauf
Im Jahr 1946 kandidierte er nochmals erfolglos für das Amt des Gouverneurs. General Lucius D. Clay ernannte ihn im Oktober 1947 zum Militärgouverneur von Bayern. Er schied am 21. September 1949 aus, kehrte nach Michigan zurück und widmete sich privaten Interessen. Er starb 1986 im Alter von 88 Jahren. Verheiratet war er mit Helen Jossman, mit der er zwei Kinder hatte.